# 아리아케정 (사가현)
아리아케정(일본어: 有明町)은 일본 사가현 아리아케해에 면한 사가현에 있던 정이다. 에도 시대부터 쇼와 시대까지 아리아케 해 간척으로 땅을 계속 넓혔다. 2005년 1월 1일에, 기시마군 시로이시정, 후쿠도미정과 합병해 새롭게 시로이시정이 되어 소멸하였다.

## 역사
- 1889년 4월 1일 - 정촌제 시행에 의해 류오촌, 긴코촌, 미나미아리아케촌이 성립하였다.
- 1955년 4월 1일 - 긴코촌과 류오촌이 신설합병해 아리아케촌이 성립하였다.
- 1962년 10월 1일 - 정으로 승격해 아리아케정이 되었다.
- 2005년 1월 1일 - 시로이시정, 후쿠도미정과 합병해 시로이시정이 되었기 때문에 소멸하였다.

## 교통

### 철도
- 규슈 여객철도 나가사키 본선

### 도로
- 국도 207호선
- 국도 444호선